# Zrínyi Ilona Gimnázium (Miskolc)
A Zrínyi Ilona Gimnázium Miskolc város egyik legrégebbi iskolája.

## Története
Jogelődjét 1846-ban Karacs Teréz alapította. 1859-ben a Tiszáninneni református egyházkerület vette át az iskola fenntartását, igazgatója pedig Dóczy Gedeon lett. 1872-ben Tóth Pál, az intézmény későbbi névadója kapta meg az igazgatói megbízatást. Az 1903-ig tartó vezetése alatt az iskola 1897-ben négyosztályos, 1906-ban hatosztályos felsőbb leányiskolává vált. A leánynevelő intézet 1916-tól vált nyolcosztályos leánygimnáziummá.
1948-tól az iskola állami intézményként működött tovább, Tóth Pál Nőnevelő Intézeti Leánylíceum és Tanítóképző néven. Az 1950/1951-es tanévben az iskola új nevet vett fel: Állami Vámos Ilonka Leánygimnázium lett. Az intézmény 1957-től viseli Zrínyi Ilona nevét.
1995. december 22. után Miskolc városa a Kálvin János utca 2. szám alatti épületet átadta a református egyháznak, az állami Zrínyi Ilona Gimnázium tanulói és tanárai az oktatási eszközökkel, bútorokkal átköltöztek a Nagyváthy János utca 5. szám alatti, egykori általános iskola épületébe.
Az 1998-ban megvalósított 250 milliós forintos beruházás 1162 négyzetméteres új szárny megépítését jelentette, a régi épületrészhez aluljáróval kötötték össze.

## Jellemzői
Szaktantermek (fizika, biológia, nyelvi termek, ének, rajz, számítógéptermek) és szertárak segítik az oktató-nevelő munkát. Az intézmény 2500 kötetes könyvtárral, kényelmes olvasóteremmel, három részre osztható tornateremmel,  színpaddal, ebédlővel rendelkezik.
A gimnázium a 2024/2025-ös tanévben megközelítőleg 400 diákkal büszkélkedhet, akik 14 osztályban tanulnak.

## Híres tanárai
- Dóczy Gedeon
- Karacs Teréz
- Kiss Csaba (ének-zene)
- Mester András (matematika, fizika)
- Miklós Árpád (matematika, fizika)
- Seres Ildikó (ének, dráma)
- Seres János (rajz)
- Tóth Pál
- Tusnády László (irodalom)
- Zsignár István (rajz)

## Híres diákjai
- Bagdy Emőke (1941) pszichológus, professzor
- Bató Eszter (1837–1865), Bató István lánya
- Borbély Richárd (1990) dalszerző, énekes, musicalszínész
- Borszéki Zita (1959) divattervező, grafikus
- Eperjesi Erika (1973) színésznő, politikus
- Filo-Fischer Ilona (1910–1986) tervezőgrafikus
- Hernádi Klára (1960) kémikus, egyetemi tanár
- Horváth Dániel (1992) színész
- Jenei Gábor (1989) színész, énekes
- Józsa Bettina (1992) színésznő
- Juhász Adrienn (1978) színésznő
- Juhász Márton „Dzsúdló” (1997) rapper
- Katona Péter Dániel (1997) színész
- Korpa Bence (1998) sakknagymester
- Kurucz Dániel (1992) színész
- Kropkó Péter (1963) triatlonista
- Medgyessy Ildikó (1944) üzletasszony, divatlapszerkesztő
- Mészáros István (1959–2022) képzőművész
- Mikola Gergő (1983) színész
- Rákay Tamás (1992) díszlet- és jelmeztervező
- Simkó Katalin (1983) színésznő
- Szabó Emília (1986) színésznő
- Szabó-Tóth Kinga (1974) szociológus, szociális munkás
- Szeleczky Zita (1915–1991) színésznő (az 1930-31-es tanévben)
- Szilágyi Nina (1842–1859) színésznő
- T. Asztalos Ildikó (1950) a TIGÁZ igazgatója, polgármester
- Tari Ádám (1996) testépítő
- Tóth Lajos (1963) animátor
- Tóth Miklósné, Mészáros Irén (1933–2013) festőművész, tanár

## A 2025/2026-os tanévben induló osztályok
| Képzési forma          | Kód  | Évfolyam | Tagozat                                      | Felvehető fő |
| ---------------------- | ---- | -------- | -------------------------------------------- | ------------ |
| Négyévfolyamos osztály | 0041 | 4        | Emelt szintű rajz és vizuális kultúra        | 15           |
| Négyévfolyamos osztály | 0042 | 4        | Emelt szintű dráma                           | 15           |
| Négyévfolyamos osztály | 0043 | 4        | Emelt szintű mozgóképkultúra és médiaismeret | 10           |
| Négyévfolyamos osztály | 0044 | 4        | Emelt szintű matematika                      | 20           |
| Négyévfolyamos osztály | 0045 | 4        | Emelt szintű kínai nyelv                     | 15           |
| Négyévfolyamos osztály | 0046 | 4        | Emelt szintű olasz nyelv                     | 15           |
| Ötévfolyamos osztály   | 0051 | 5        | Angol két tanítási nyelvű                    | 15           |
| Ötévfolyamos osztály   | 0052 | 5        | Francia két tanítási nyelvű                  | 15           |

## Tömegközlekedés
Az intézmény megközelíthető az 1-es, az 1A és a 2-es villamossal a Szent Anna tér megállóhelytől. Közvetlenül az iskolaépület mellett van a 21-es és a 101B-s buszok megállója. Az iskolától 5 perc sétára található az 1-es és 54-es buszok megállója.